# Водомет

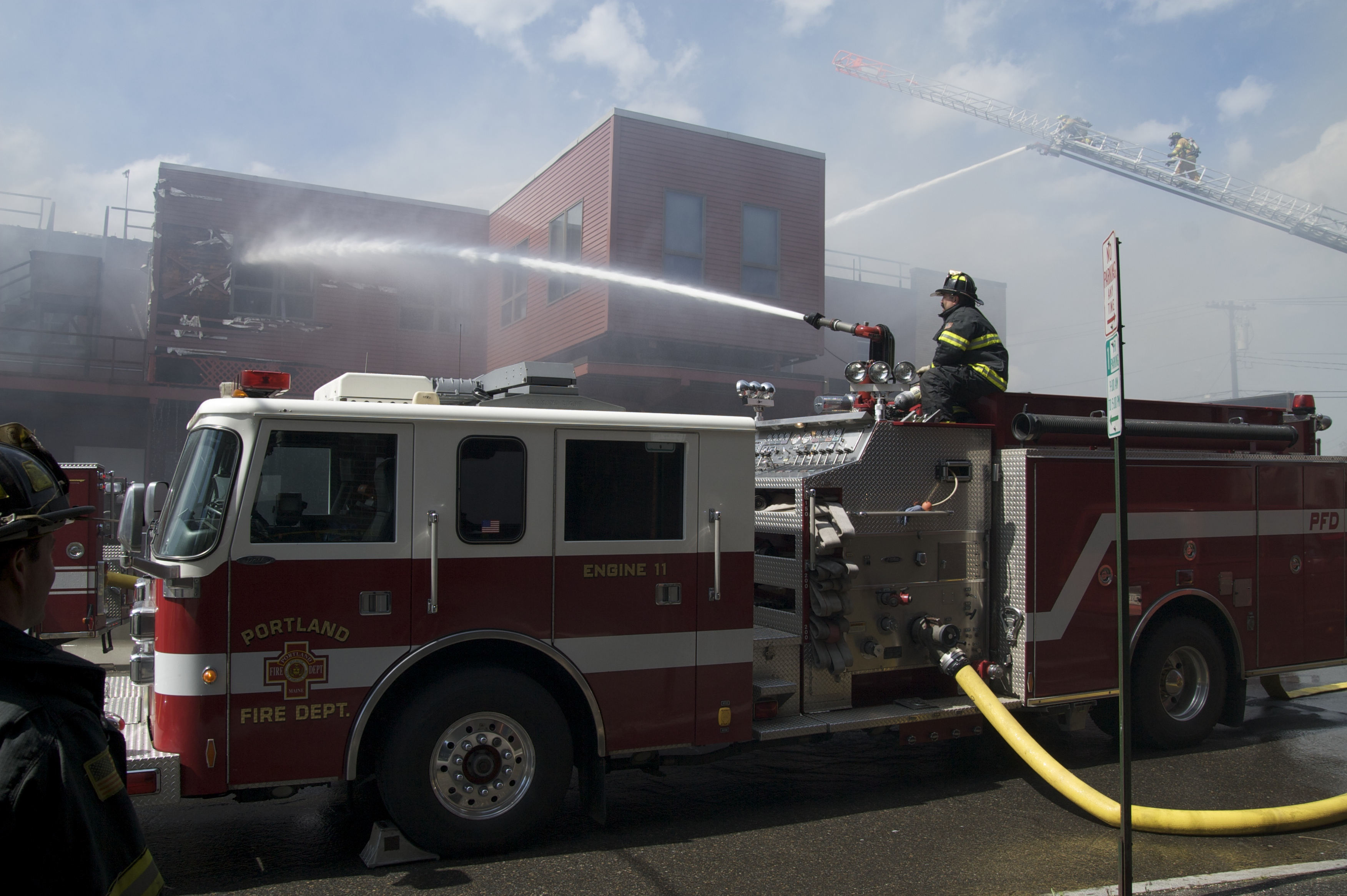
Гасіння пожежі водометами

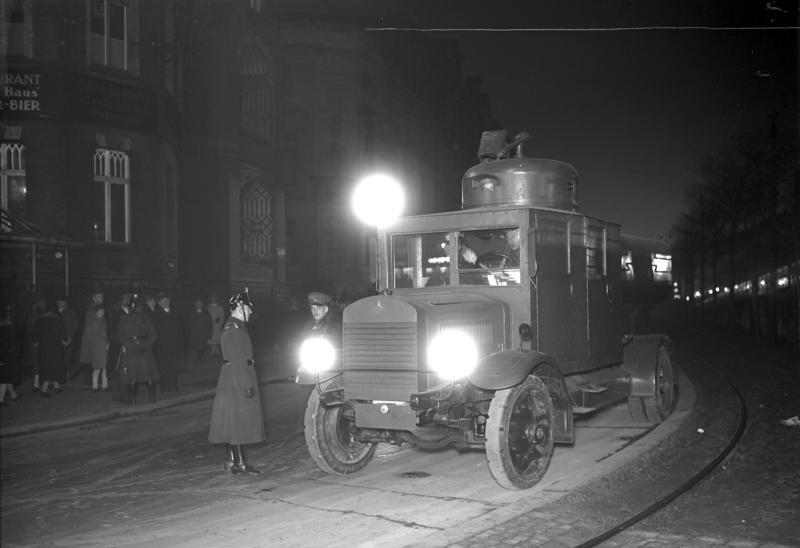
Перший німецький поліцейський водомет

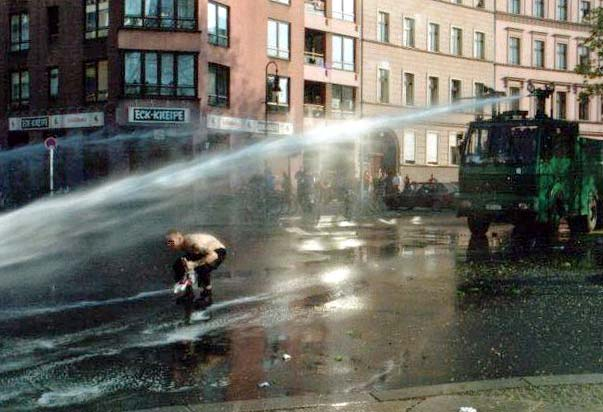
Поліцейський водомет у Німеччині

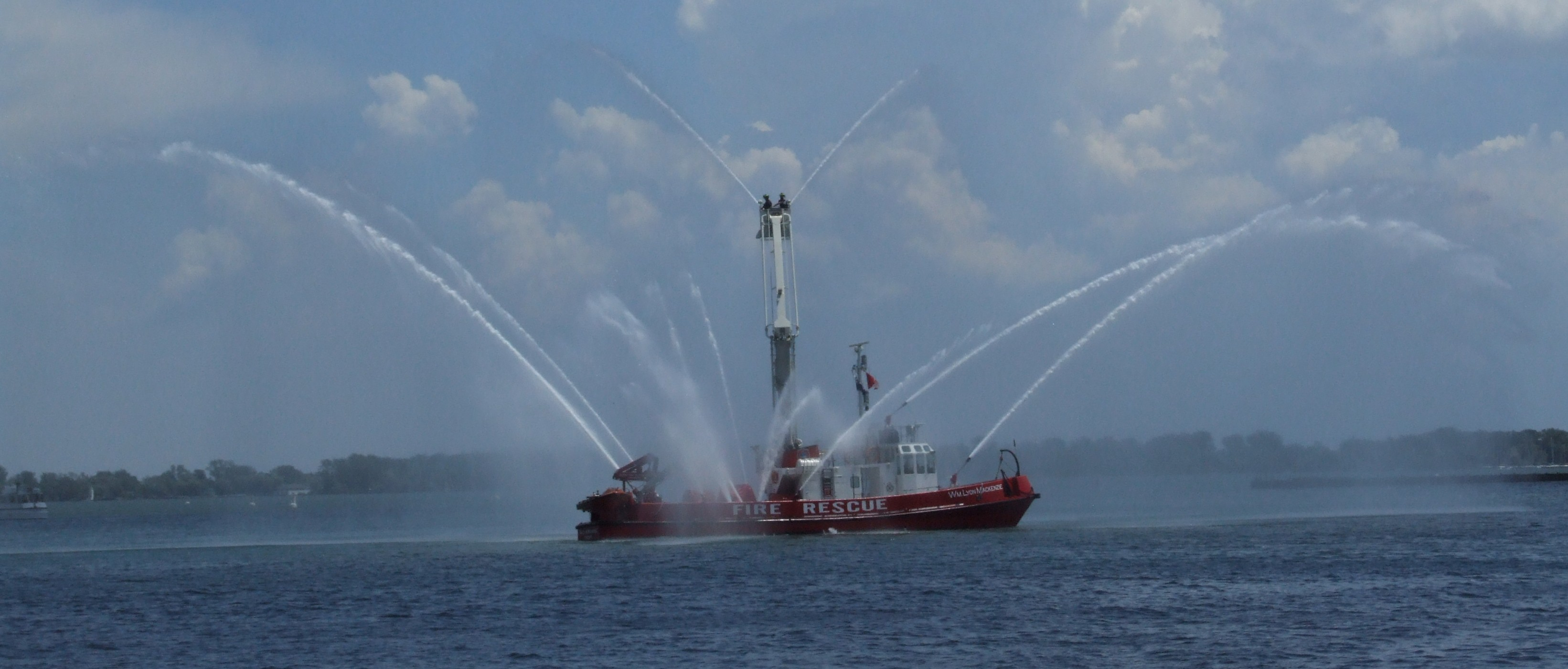
Водомети на пожежному судні

Водоме́т — багатофункціональний пристрій, що викидає струмінь води під великим тиском та на значну відстань.

## Водометний двигун
У суднах, водомет може працювати рушієм, у якого рушійну силу створює струмінь води, що виштовхується з нього. До речі, в такий самий спосіб можуть пересуватися восьминоги, кальмари, каракатиці.

## Водяні гармати
Пожежники використовують водомети, коли немає змоги доступитися до осередку пожежі, при гасінні пожеж у багатоповерхових будинках.
Поліція використовує водомети, щоб розганяти заворушення, утихомирювати агресивних учасників мітингу.
Крім того водометами руйнують гірські породи, добуваючи корисні копалини.

## Заборона використання
Законодавство окремих країн забороняє використання водяних гармат проти людей при низькій температурі. Подібне мало місце під час Євромайдану в Києві за часів Революції Гідності в Україні взимку 2013—2014 рр., коли влада застосовувала водомети для розгону демонстрантів при температурі до -10 °C.